# Medikidz
Medikidz és una sèrie de còmics britànics en anglès publicada per l'editorial homònima que tracten d'explicar als xiquets malalts els conceptes que utilitzen els metges amb historietes protagonitzades per superherois. Cada còmic de la sèrie se centra en una malaltia. Ha rebut bones crítiques quant a la seua qualitat educativa com a reductor de l'ansietat del pacient. L'humor té presència en aquests còmics.
S'han venut més d'1 milió de còpies d'aquests còmics i s'ha traduït a divuit idiomes.
La idea va sorgir dels doctors Kate Hersov i Kim Chilman-Blair, que volien explicar als xiquets malalts la seua condició. Va guanyar el premi Audacious.

## Personatges
Els cinc superherois que protagonitzen els còmics són:
- Chi: expert en pulmons.
- Axon: expert en el cervell. Té un gos robòtic anomenat Abacus.
- Pump: és fort i ràpid.
- Skinderella: expert en pell i ossos.
- Gastronomic: expert en l'estómac.

Hi ha un còmic on la protagonista està basada en una persona real.